# Live in London (альбом Регіни Спектор)
Live in London — перший концертний альбом Регіни Спектор, випущений лейблом Sire Records. Концерт був записаний 4 грудня 2009 року в концертному залі Гаммерсміт-Аполло (англ. Hammersmith Apollo) в Лондоні. Реліз відбувся 22 листопада 2010 року.
Режисером відео стала дочка Тома Петті — Адріа Петті. Альбом розповсюджується у форматах DVD+CD, Blu-ray+CD, вініловому та цифровому форматі.
Альбом містить 3 пісні, які раніше не видавались: Silly Eye Color Generalizations, Bobbing for Apples та Love You're a Whore.

## Треклист
Автор музики й слів усіх композицій — Регіна Спектор (окрім мелодії з November Rain).

### Треклист (CD)
1. On the Radio — 3:07
2. Eet — 4:01
3. Folding Chair — 3:25
4. Sailor Song — 3:14
5. Blue Lips — 3:27
6. Après Moi — 4:36
7. Dance Anthem of the 80's — 5:07
8. Silly Eye Color Generalizations — 2:42
9. Bobbing for Apples — 2:22
10. Wallet — 3:51
11. Ode to Divorce — 3:36
12. That Time — 2:38
13. The Calculation — 2:53
14. Machine — 3:48
15. Laughing With — 3:33
16. Man of a Thousand Faces — 3:00
17. Hotel Song — 3:18
18. Us — 4:03
19. Fidelity — 3:40
20. Samson — 3:06
21. The Call — 3:09
22. Love You're a Whore — 3:15

### Треклист (DVD, Blu-Ray)
1. Introduction: November Rain — 2:22
2. On the Radio — 3:09
3. Eet — 3:53
4. Laughing With — 3:35
5. Folding Chair — 3:27
6. Après Moi — 4:45
7. Blue Lips — 3:26
8. Machine — 4:02
9. Dance Anthem of the 80's — 4:34
10. Silly Eye Color Generalizations — 3:19
11. Wallet — 2:21
12. The Calculation — 2:51
13. Man of a Thousand Faces — 3:17
14. That Time — 2:57
15. Hotel Song — 3:17
16. Sailor Song — 3:06
17. Us — 4:33
18. Fidelity — 4:01
19. Samson — 4:36
20. Credits — 3:36

### Бонус-треки у версії DVD та Blu-Ray
1. Bobbing for Apples — 2:32
2. Ode to Divorce — 3:47
3. The Call — 3:10
4. Love, You're a Whore — 3:33
5. Soundcheck — 1:28
6. To Daniel Cho — 1:30

## Виконавці
- Регіна Спектор — вокал, фортепіано, клавішні, гітара
- Каору Ішібаші — скрипка
- Бет Мейерс — альт
- Дан Чо — віолончель
- Йоед Нір — віолончель
- Дейв Хейлмен — ударні